# Éric Pitau
Éric Pitau, né le 14 mars 1952 à Douai et mort le 6 mai 1999 à Moncheaux, est un joueur français de hockey sur gazon de 1,70 m pour 67 kg, licencié au Douai Hockey Club (D.H.C.), club dont il fut avant-centre.
Il est le père de Romain Pitau, footballeur professionnel, né à Douai en 1977.

## Palmarès
- 1re sélection en équipe de France de hockey sur gazon: le 14 juin 1970;
- Participation aux Jeux olympiques d'été à Munich en 1972 (12e);
- 4e du 1er Championnat d'Europe de hockey sur gazon, en 1970 à Bruxelles (sélectionné à 18 ans);
- Champion de France sur gazon Excellence (Nationale II (N2)) avec le DHC, en 1968 (à 16 ans);
- Champion de France en salle Excellence (Nationale II (N2)) avec le DHC, en 1975;
- Champion de France en salle de Nationale III (N3) avec le DHC, en 1984.